# Seleção dos Escritos de Bahá'u'lláh
Seleção dos Escritos de Bahá'u'lláh é um livro com seleções de epístolas escritas por Bahá'u'lláh, fundador da Fé Bahá'í.
Inclui passagens de todos os escritos de Bahá'u'lláh, datado de 1853 a 1892, traduzido por Shoghi Effendi, o Guardião da Fé Bahá'í. É possível através deste livro, se ter uma ideia dos ensinamentos de Bahá'u'lláh.
O livro se divide em cinco partes:
- O "Dia de Deus"
- A Manifestação de Deus
- A imortalidade da alma
- A Ordem Mundial e a Paz Máxima
- O dever individual e o significado espiritual da vida

Entre outras, passagens dos seguintes títulos estão incluídas:
- Epístola ao Filho do Lobo
- As Palavras Ocultas
- Kitáb-i-Aqdas
- Chamado ao Senhor das Hostes
- O Tabernáculo da Unidade
- Epístolas de Bahá'u'lláh